# Neulingen (Altmark)
Neulingen is een ortsteil van de Duitse stad Arendsee (Altmark) in de deelstaat Saksen-Anhalt. Neulingen was tot 1 januari 2010 een zelfstandige gemeente in de Altmarkkreis Salzwedel.